# Fighters
Fighters ist ein Pornofilm des Regisseurs Robby D. aus dem Jahr 2011, der vom Unternehmen Digital Playground Direct-to-Video produziert wurde. 

## Handlung
Der Film handelt von Riley, die aus einem reichen Haus stammt. Als ihr Vater an ihrem Geburtstag keine Zeit für sie hat, ist sie enttäuscht und wendet sich dem Boxsport zu. Ihre Gegnerin Jesse gerät an ihrer Schule in ein Handgemenge. Ihre Schulleiterin ist darüber nicht erfreut und Jesse landet ebenfalls beim Boxsport.

## Auszeichnungen
- AVN Award 2012: Best Supporting Actress
- XBIZ Award 2012: Best Editing